# Arabis eschscholtziana
Arabis eschscholtziana là một loài thực vật có hoa trong họ Cải. Loài này được Andrz. mô tả khoa học đầu tiên năm 1831.